# نجاح المساعيد
نجاح بنت حسين بن محمد المساعيد (16 أكتوبر 1977-) شاعرة وإعلامية أردنية تحمل الجنسية الإماراتية.

## حياتها وعائلتها ودراستها
ولدت وعاشت حياتها في بيئة بدوية بالمنطقة الشمالية الشرقية في المملكة الأردنية الهاشمية، وهي تنحدر من عائلة الملحم من المساعيد من قبيلة شمر. بالأردن، تربت في كنف والدها بمجلس الرجال وكانت تستمع لأشعارهم وتشاركهم الإلقاء، درست الابتدائية في منطقة أم الجمال والثانوية بالثانوية الأولى بمحافظة المفرق، وحصلت على البكالوريوس من جامعة مؤتة تخصص قسم علم الاجتماع، وكانت أول فتاة من عائلتها تتعلم بالجامعة.
والدها كان الداعم الأول لمسيرتها الشعرية، وبداية مشاركاتها في الأمسيات كانت خلال المناسبات الوطنية اذ قدمت قصيدة في مناسبة وطنية في الأردن عن الملك الحسين بن طلال، والذي طلب لقاءها بعد ذلك، وأثنى عليها وشجعها، لتتفاجأ لاحقا بأن الملك تكفل بدراستها الجامعية التي كانت تعاني من توفير مبلغ لها.
التقت رئيس دولة الإمارات الشيخ زايد، والذي لمست من خلال اللقاء رغبته بوجود برنامج شعري على قناة أبوظبي، وهو ما قامت به لاحقاً، وقدمت برنامج دانات حصلت على الجنسية الإماراتية عام 2005 كجواز سفر وخلاصة قيد، عام 2014 عينت عضوة شرف في مجموعة «شاعرات وطن» أسست شركة مقاولات خاصة بها.

### حياتها الأسرية
عقدت قرانها في الأردن بتاريخ 22 يوليو 2006 واحتفلت بزواجها في مدينة سرت من رجل الأعمال الليبي «وليد السيد» -وهو ابن عم معمر القذافي-. أنجبت منه ولدين «جاسر» و«سلوان» وابتعدت عن الشعر والإعلام لتتفرغ لحياتها الأسرية لكنها انفصلت عنه لاحقًا. في 23 أكتوبر 2019 أعلنت زواجها من الضابط الأردني عامر ركاد السردي.

## مسيرتها المهنية

### البدايات الإعلامية
بدايتها في مجال نظم الشعر منذ المرحلتين الاعدادية والثانوية، وأول ظهور أعلامي من خلال احتفال التلفزيون الأردني بمناسبة عيد ميلاد الملك الراحل الحسين بن طلال في الرابع عشر من نوفمبر عام 1996، أول ظهور صحفي كاتبةً من خلال مجلة (ليلة خميس) بالسعودية.

### البرامج التي قدمتها
| البرنامج            | عرض على                      |
| ------------------- | ---------------------------- |
| (يسعد صباحك)        | التلفزيون الأردني            |
| (معاني الاغاني)     | art الطرب                    |
| (ليلكم طرب)         | artالطرب                     |
| (نغم القوافي)       | art الطرب                    |
| (خيمة فبراير (2001) | art الموسيقى، تلفزيون الكويت |
| (خيمة أبها (2001)   | art الطرب                    |
| (خيمة أبها (2002)   | art الطرب                    |
| (على البال)         | إم بي سي                     |
| (نسايم ليل)         | إم بي سي                     |
| (دانات)             | تلفزيون أبو ظبي              |
| (هلا بك)            | تلفزيون دبي                  |
| كلام نواعم          | إم بي سي                     |

### المهرجانات المشاركة بها مذيعةً
| البرنامج                       | العام                | عرض على                      |
| ------------------------------ | -------------------- | ---------------------------- |
| مهرجان الاغنية العربية بأغادير | (2002)               | art الموسيقى                 |
| خيمة أبها                      | (2001)               | art الطرب                    |
| مهرجان خيمة هلا فبراير         | (2001)               | art الموسيقى، تلفزيون الكويت |
| مهرجان جرش                     | (2002)               | art الموسيقى.                |
| خيمة ابها                      | (2002)               | art الطرب                    |
| مهرجان الاغنية العمانية الأول  | 2003 كعضو لجنة تحكيم | تلفزيون عمان                 |

### الأمسيات الشعرية والمهرجانات المشاركة بها
- عدة أمسيات في الأردن وفلسطين
- أمسيتان في قطر
- أمسية في مهرجان هلا فبراير بالكويت عام (2002م)04
- أمسية في مهرجان هلا فبراير بالكويت عام (2003م)

### الدواوين الشعرية
- ديوان صوتي واحد بمسمى «عطر الحكي» يحتوي على خمسة عشر قصيدة – من إنتاج تالة للإنتاج الفني بجدة عام 1423هـ.

### مشاركاتها الصحفية
- كتبت لمجلة ليلة خميس (السعودية).
- كتبت لجريدة اليوم (السعودية).

### ألقابها
الألقاب التي أطلقت عليها:- 
- (ملكة جمال بدو الأردن)
- (ملكة الإلقاء)
- (ملكة برامج الهواء).

### البرامج المشاركة فيها ضيفةً
- برنامج (كلام نواعم) عبر شاشة (mbc) عام (2002م).
- برنامج (على مسؤوليتي) عبر شاشة (mbc) عام (2002م)
- برنامج (سمرة) عبر شاشة تلفزيون سلطنة عمان (مهرجان خريف صلالة عام 2002م – وعام 2003م)